# 佐野幸之助
佐野 幸之助（さの こうのすけ、1894年9月9日 - 1975年）は、日本の陸上競技（長距離走）選手。

## 経歴
島根県簸川郡大津村（現在の出雲市）出身。
松江市連合青年会主催の「山陰オリンピック大会」（現在の「全山陰陸上競技大会」の前身）で見いだされた陸上選手である:61。1913年に連合青年会の運動会として始まった「山陰オリンピック大会」は、当時の地域の一大スポーツイベントとして注目を集め、学生選手・県外選手も参加して規模を拡大し、活況を呈していた。佐野が所属していた松江青年会は、1916年の「山陰オリンピック大会」に際し、金栗四三を招聘して指導を仰いでいる:60。
1920年アントワープオリンピックに、男子5000メートル走・10000メートル走で出場した。なお佐野は、島根県出身者初のオリンピック選手である。
1921年には第5回極東選手権競技大会（上海）に5マイル競争で参加、2位。

## 記念
- 毎年2月に島根県出雲市で行われる出雲ドームくにびきマラソン大会では、ハーフマラソンおよび10kmコースの最高記録者に「佐野幸之助杯」を贈呈する。